# جون ماسون (لاعب كريكت)
جون ماسون (6 مارس 1984 في مالاوي - ) (بالإنجليزية: John Mason)‏ هو لاعب كريكت بريطاني. لعب مع Cumbria County Cricket Club ‏.

## وصلات خارجية
- جون ماسون على موقع إي آس بي آن كريك إنفو (الإنجليزية)